# Barraca del serrat de la Glòria II
La barraca del serrat de la Glòria II és una barraca de pedra seca de la Selva de Mar (Alt Empordà) inclosa a l'Inventari del Patrimoni Arquitectònic de Catalunya.
Està situada al sud del nucli urbà de la població, integrada en una terrassa a pocs metres i a la dreta del camí vell de la Selva a Roses, pel coll de Sant Genís, a la part inferior del vessant oriental del serrat de la Glòria, vers la fondalada del rec dels Cirerers. A la part superior del mateix vessant es troba, visible, la barraca del serrat de la Glòria.

## Descripció
Es tracta d'una barraca de planta quadrada adossada a una feixa mitjançant la seva paret nord. La porta és rectangular, encarada a llevant i presenta una llinda monolítica. La coberta és de falsa cúpula i la construcció de pedra seca bastida amb pedra llicorella de la zona. Als extrems cantoners, les lloses utilitzades són de mida més gran. L'interior és de dimensions reduïdes, destinat a un aixopluc temporal o per l'emmagatzematge d'estris del camp. La superfície total de la cabana és d'uns quatre metres quadrats.

## Història
L'origen històric de les barraques de pedra seca es remunta a èpoques ancestrals, no ben definides, i tradicionalment s'ha dividit funcionalment entre cabanes de pastors i cabanes de vinya i olivars. Al Cap de Creus hom pot generalitzar que les cabanes de vinya van lligades al moment àlgid de l'explotació agrícola, especialment la vinícola a partir dels segles xviii i xix. El conreu de vinyes va ser impulsat pel monestir de Sant Pere de Rodes, propietari d'una bona part de les terres que formen el Cap de Creus.
A partir de 1865 quan la fil·loxera començar a afectar greument a les vinyes franceses, el conreu de la vinya empordanesa es veu afavorit incrementant les seves explotacions, principalment cap a Gènova i Roma. Aquest auge va davallar amb la introducció de la fil·loxera al país cap al 1865, fent estralls en l'economia empordanesa i provocant una gran crisi en el sector, continuada de diferents migracions cap a, principalment, Cuba i Argentina. És a partir d'aquest moment en què, hom pot parlar que el conreu de vinyes passa a ser una activitat econòmica secundària i complementària a la pesca, l'horticultura o el conreu de les oliveres.
La funció bàsica de les cabanes de pedra seca era tant l'aixopluc en moments de mal temps, com a magatzem per guardar les eines de treball. A l'Empordà, les barraques de pedra seca es troben en diversos sectors, però es poden agrupar en tres principals: el format per l'Albera i el Cap de Creus, on destaca la construcció emprant llicorella; un altre que abastaria el massís del Montgrí, de substrat calcari; i l'últim format pel paratge de la Garriga i per la serra dels Tramonts, també calcari.